# Жернов
Жерно̀в е село в Северна България. То се намира в община Никопол, област Плевен. На 10 км. от с.Черковица.

## География
Село Жернов се намира на 10 km от град Никопол и на 45 km от град Плевен. На разстояние от 25 km се намират и градовете Белене и Гулянци, а на 50 km се намира град Свищов. В близост до село Жернов минава река Осъм. Село Жернов се намира на главен път Никопол-Плевен.

## Климат
В Жернов е много топло през лятото като температурите през юли и август достигат до 40 градуса, а зимата е много студено с обилен снеговалеж.

## Културни и природни забележителности
В село Жернов има кметство с кметски наместник назначаван от град Никопол, както и малка библиотека и поща, която работи на половин работен ден. В селото има още търговски комплекс „Роза“, състоящ се от хоремаг и неработещи сладкарница и хранителен магазин. Също така има и частна кооперация, която обработва земите на селото, като кооперацията е собственост на испанци и разполага с най-модерна техника. Природна забележителност е пещерата намираща се по пътя за град Никопол.

## Редовни събития
През годините на комунизма населението на село Жернов работи в град Никопол (заводи за производство на батерии и електромери и горско стопанство) и село Черквица (завод за многослойни картони). След промените през 1989 година заводите в Никопол и Черковица са затворени и населението остава без работа и започва да се занимава с животновъдство и по-точно с отглеждане на крави и млекопроизводство. Към днешна дата млекопроизводителите са един или двама поради ниската изкупна цена на млякото. Голямата част от населението са пенсионери, младите хора са малко поради голямата безработица в региона.